# Кечарис
Кечари́с (арм. Կեչառիս) — армянский монастырский ансамбль XI—XIII веков в городе Цахкадзор, Котайкская область Армении. В гаваре Варажнуник исторической провинции Айрарат. Монастырский комплекс располагается в северо-западной части города Цахкадзора, на склоне Памбакского хребта. Монастырь состоит из четырех церквей, двух часовен, гавита а также древнего кладбища с хачкарами XII—XIII веков.

## История

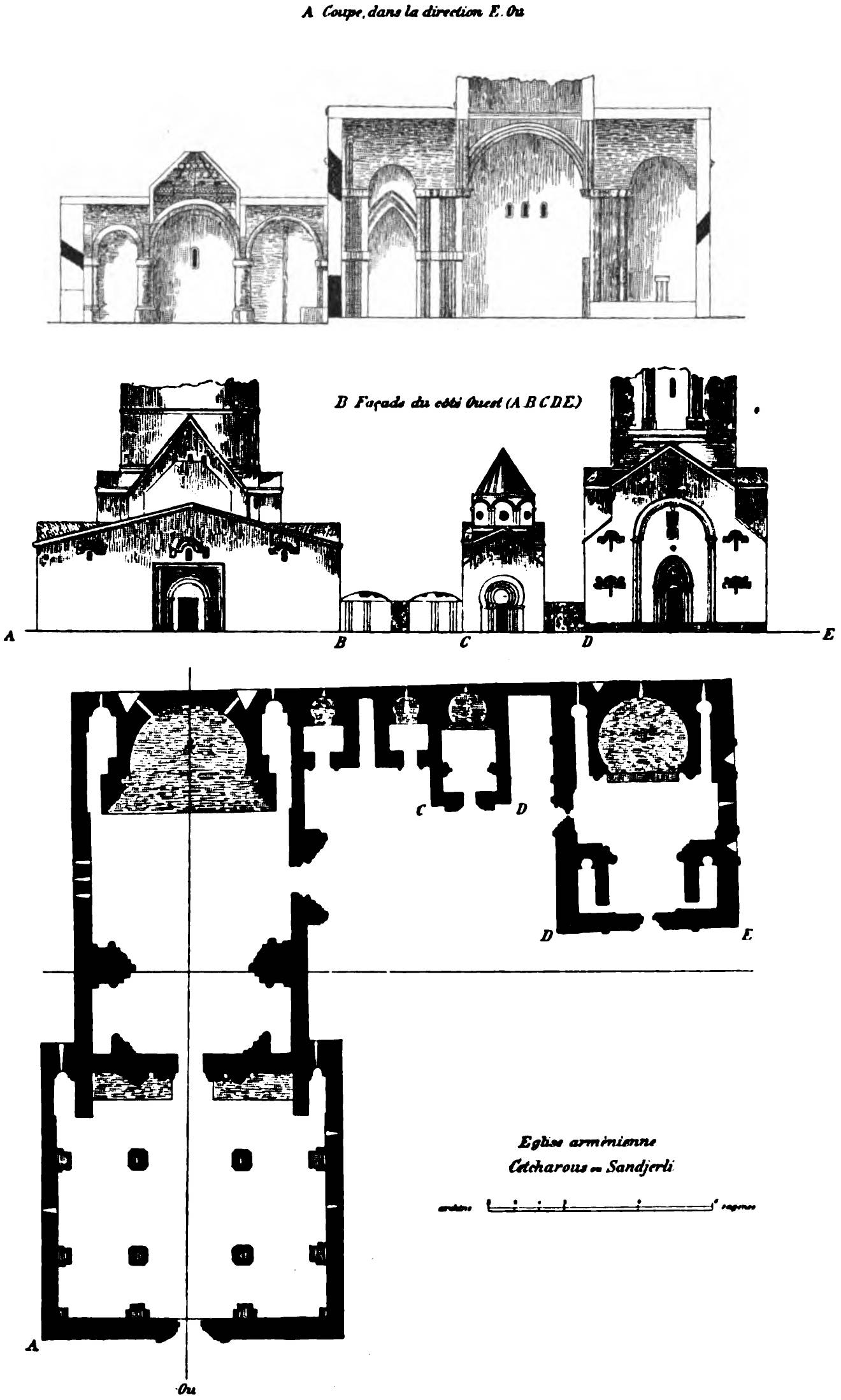
План комплекса

Монастырь Кечарис был основан в XI веке князьями из рода Пахлавуни, а его строительство продолжалось до середины XIII века. Начало положил князь Апимрат построив храм в 1031 году. В 1044 году Григором Магистросом, одним из выдающихся политических и культурных деятелей Армянского царства, была построена церковь Святого Григория Просветителя. Она имеет просторный сводчатый зал, который увенчан широким куполом.
Монастырь являлся резиденцией архиепископа. Огромное количество надписей на стенах монастыря говорит о том, что в монастырь делались большие вклады как знатными людьми так и простыми прихожанами. С западной части храма сохранился придел, надпись над входом которого гласит что пристроен он был в 1244 году.
Между церквями Святого Григория Просветителя и Сурб Ншан (Знамения) располагается небольшая прямоугольная часовня XI века. Она служила усыпальницей основателя монастыря Григора Магистроса. Часовня дошла до наших дней в полуразрушенном состоянии. Рядом с часовней было помещение школы.
Притвор церкви был построен во второй половине XII века и относится к ранним сооружениям такого типа. К югу от этой церкви, за несколькими хачкарами, стоит небольшая церковь Сурб Ншан, крестово-купольного типа, построенная в XI веке и восстановленная в 1223 году пароном Ваче.
Монастырский комплекс был обустроен также в эпоху Захаридской Армении. В 1203—1214 годах князем Васаком Хахбакяном была возведена третья церковь монастыря — Катогике (предположительный архитектор Вецик). В память об этом событии восточнее церкви поставлен хачкар.
Четвертая церковь Святого Воскресения, расположенная в 120 метрах от монастырских построек, была возведена в 1220 году. Храм небольших размеров, внешний вид прямоугольный, с высоким куполом. В церкви были похоронены несколько настоятелей монастыря. В XII—XIII веках монастырь был одним из крупных духовных центров Армении и имел свою школу.
Церковь также является крестово-купольной и имеет двухэтажные приделы во всех четырех углах молитвенного зала.
На средневековом кладбище Кечариса похоронены князь Григор Апиратян (1099), великий князь Прош (1284), зодчий Вецик.
Церковный купол сильно пострадал во время землетрясения 1828 года. В 1947—1949 и 1995 годах в храме были проведены восстановительные работы.

## Галерея

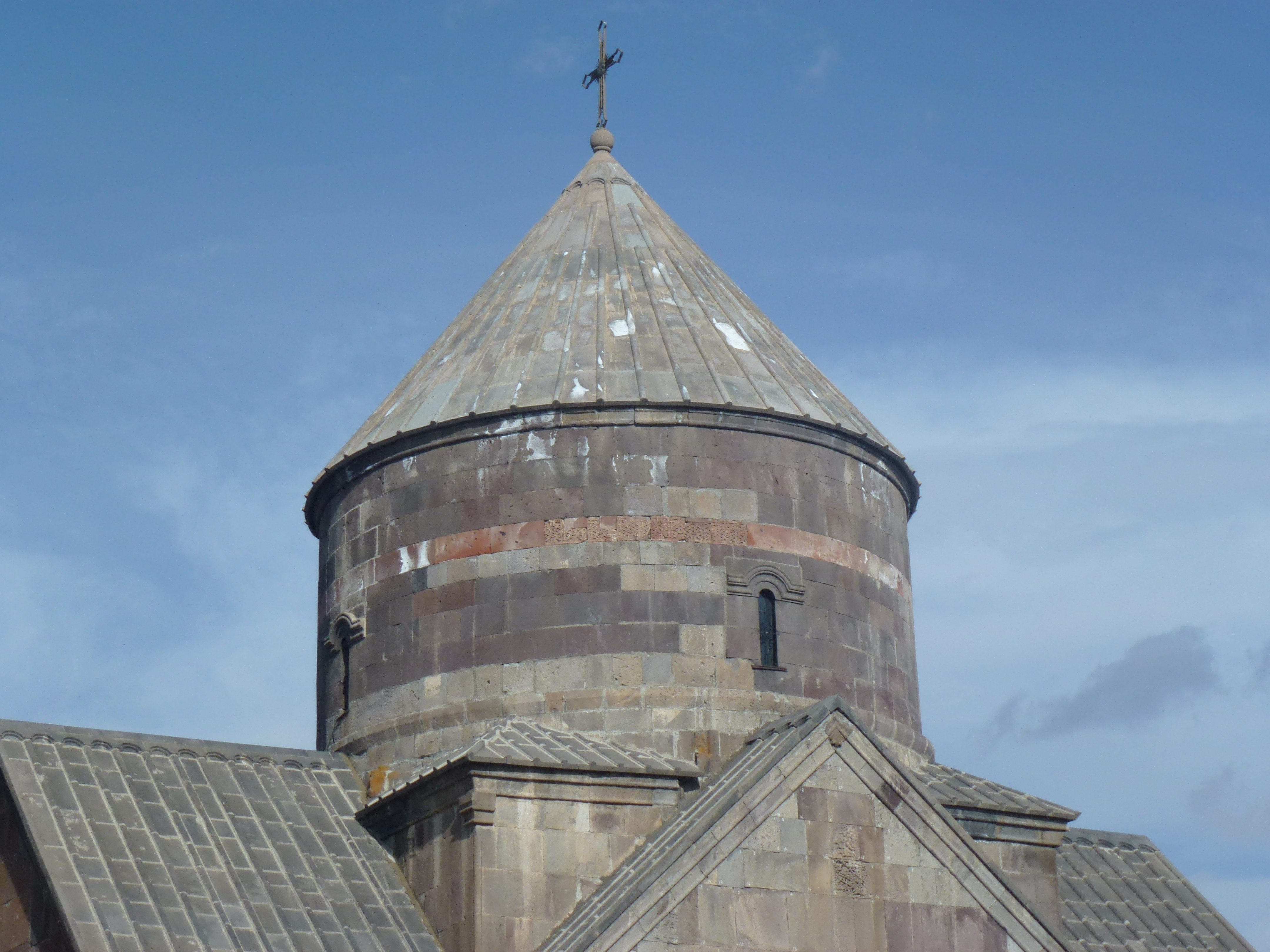
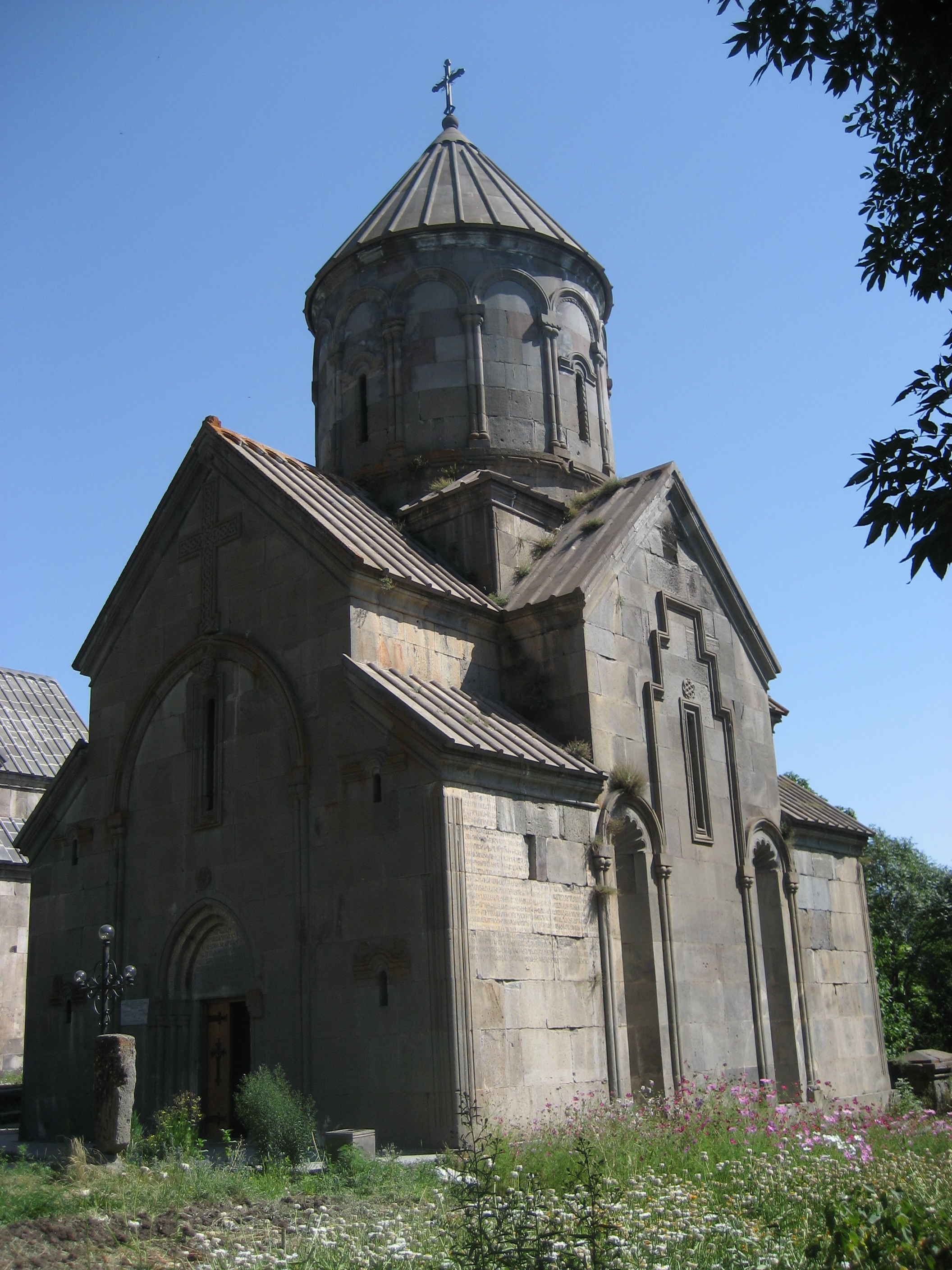
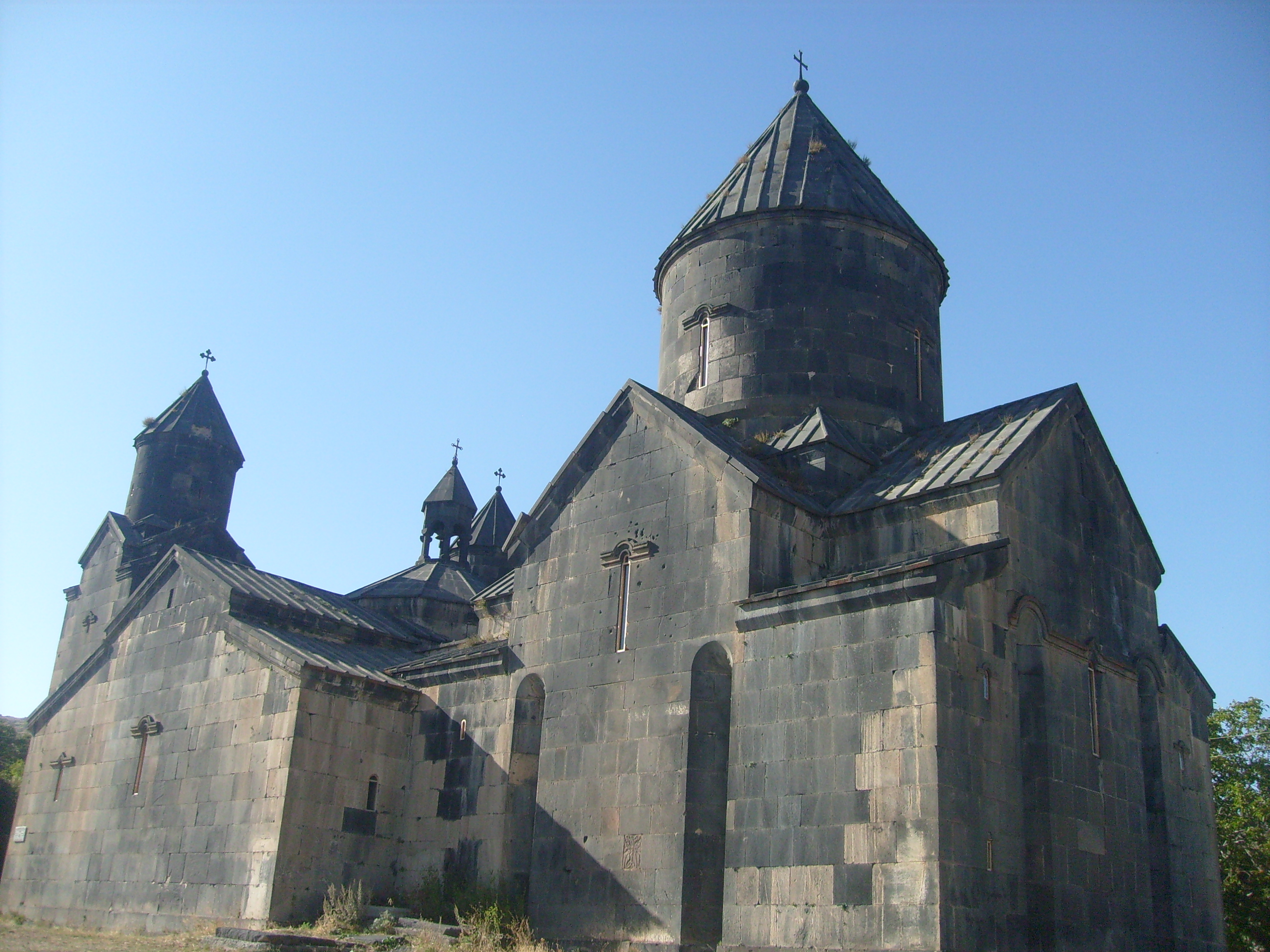
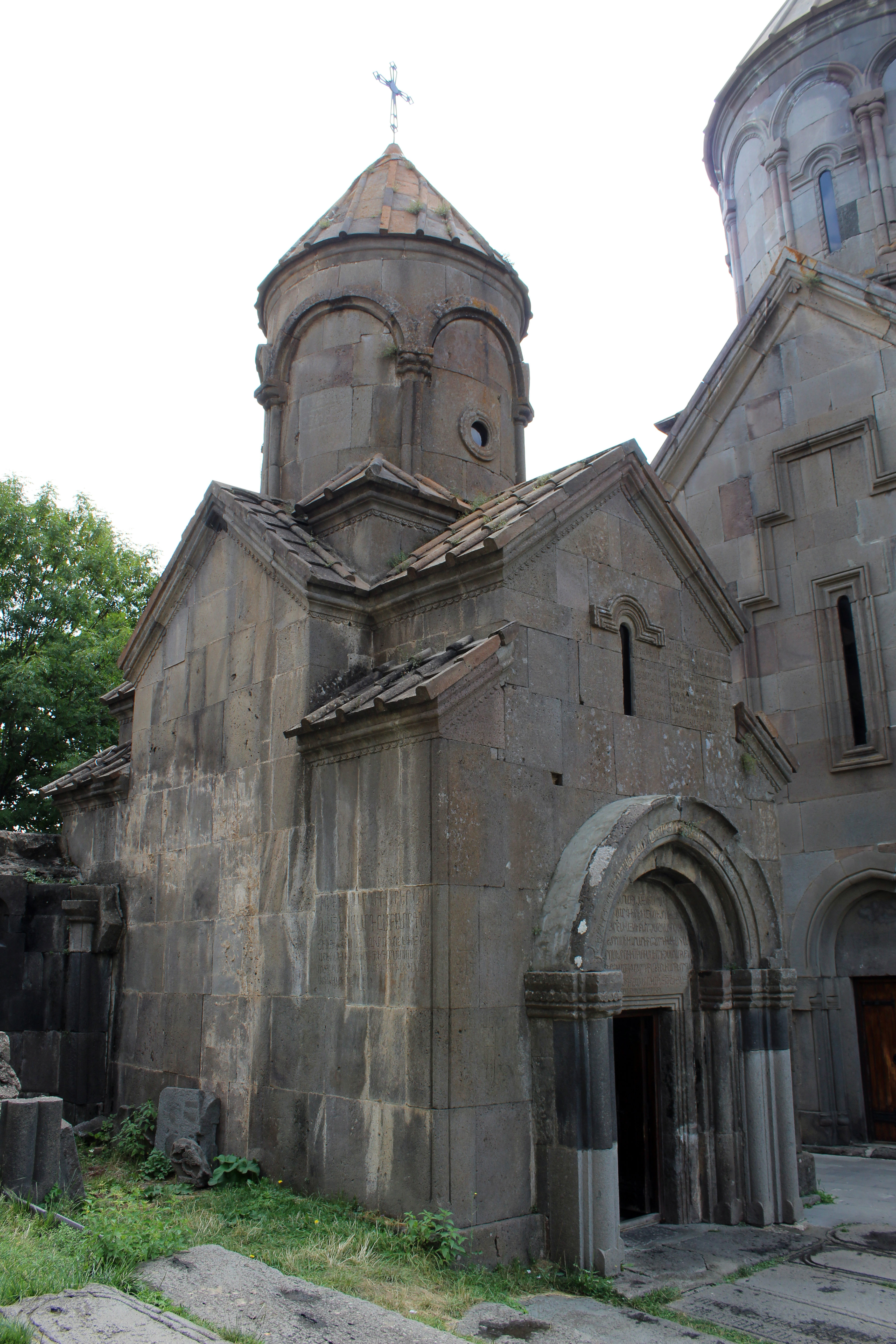
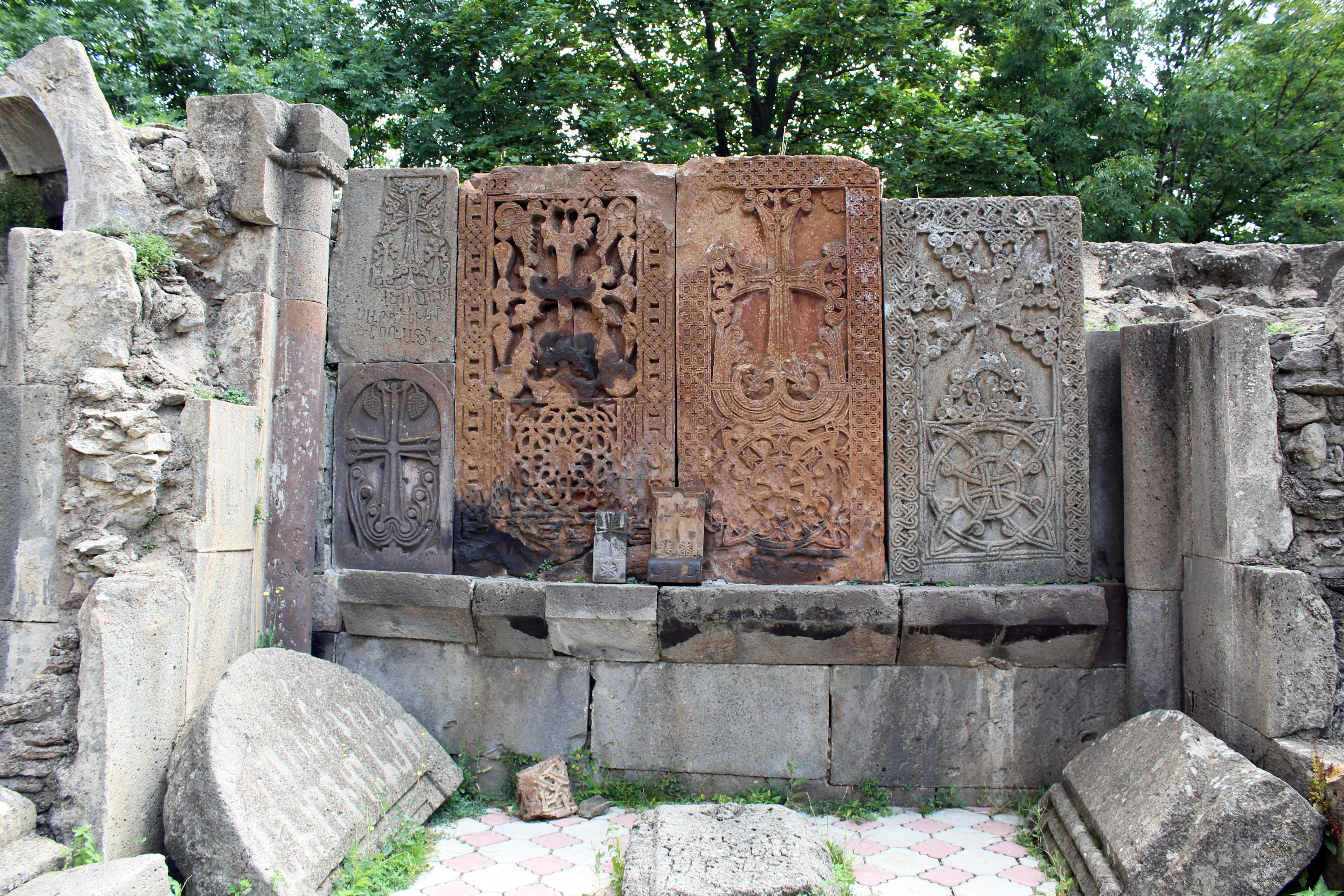
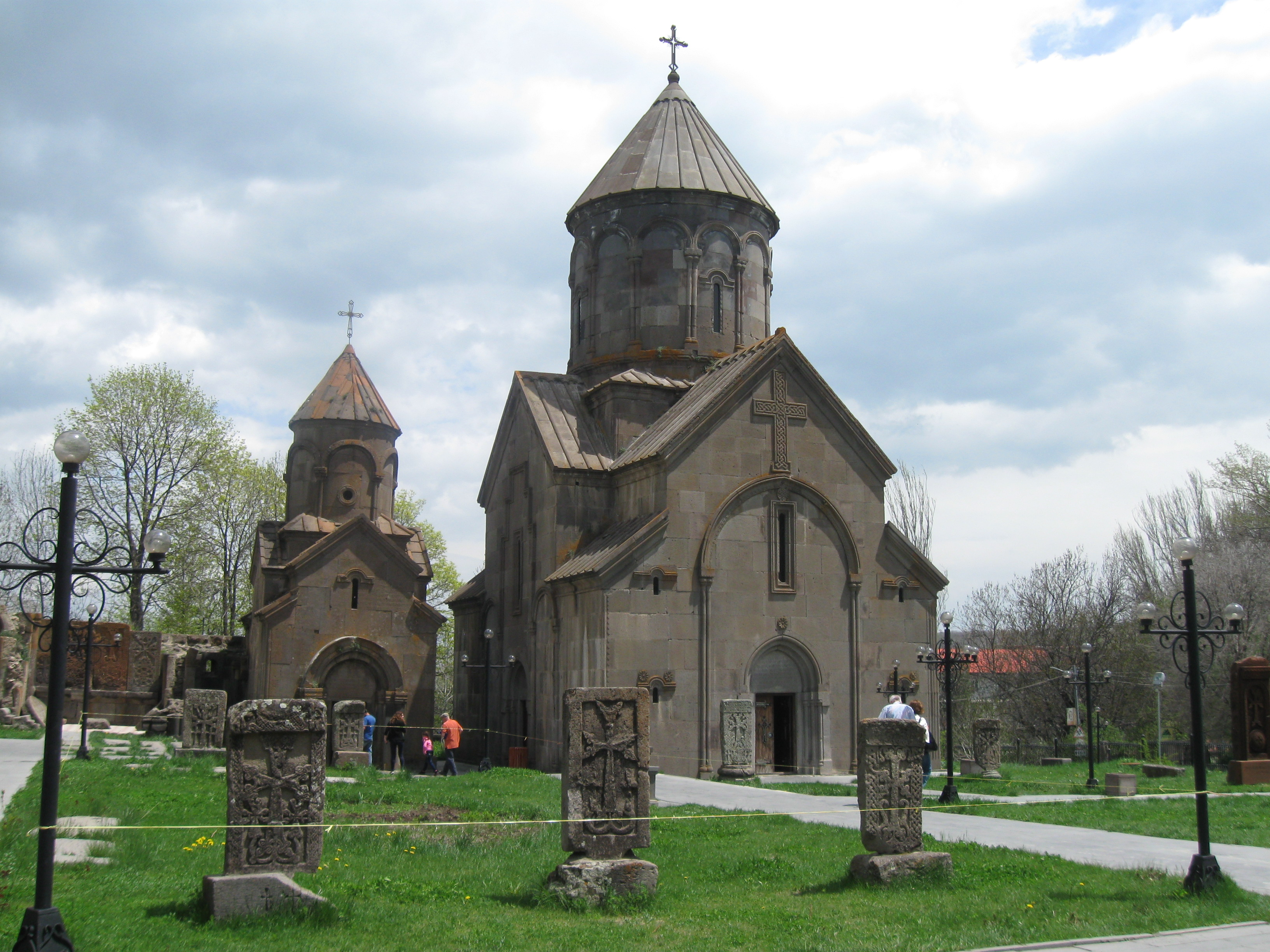
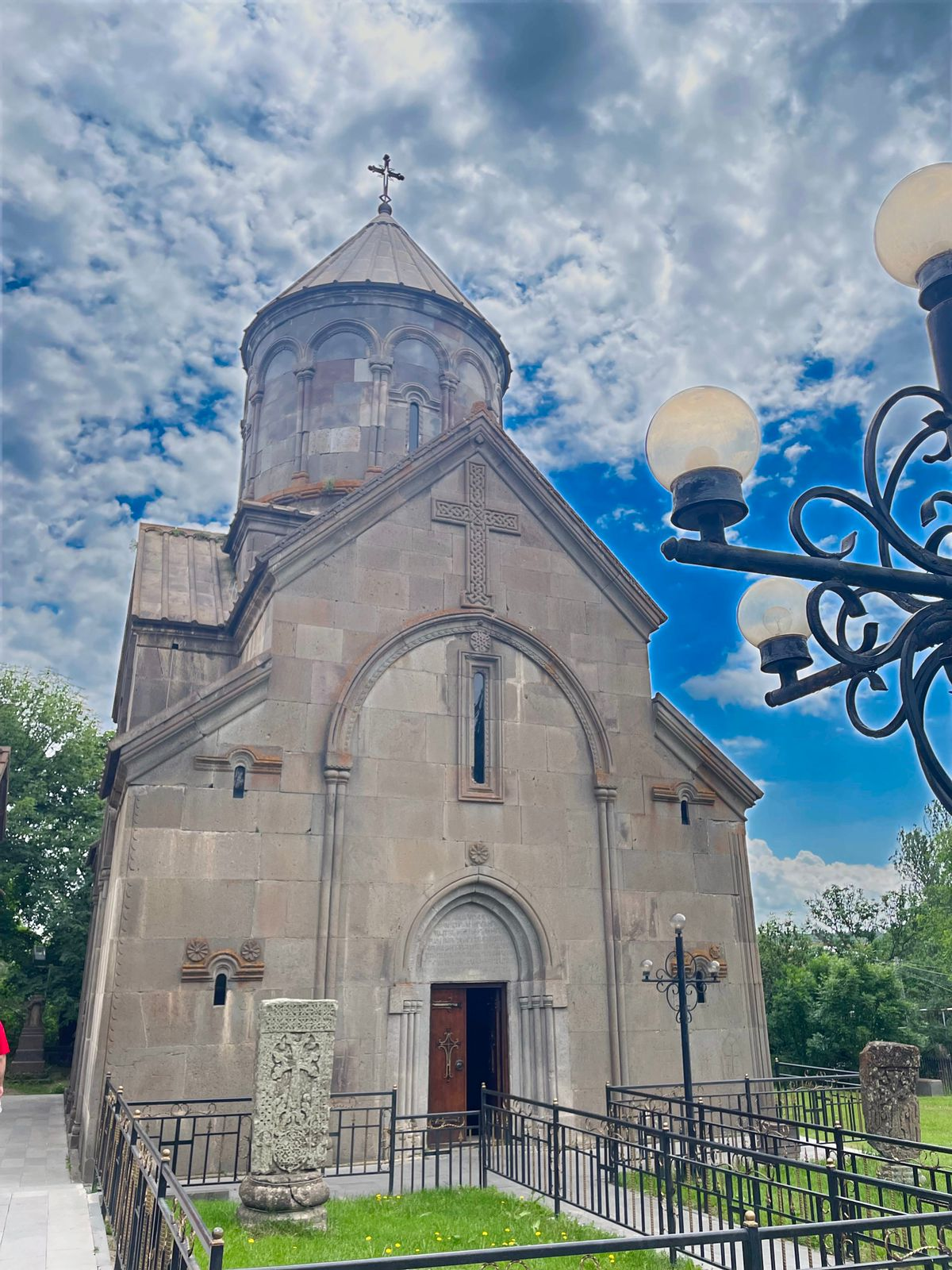
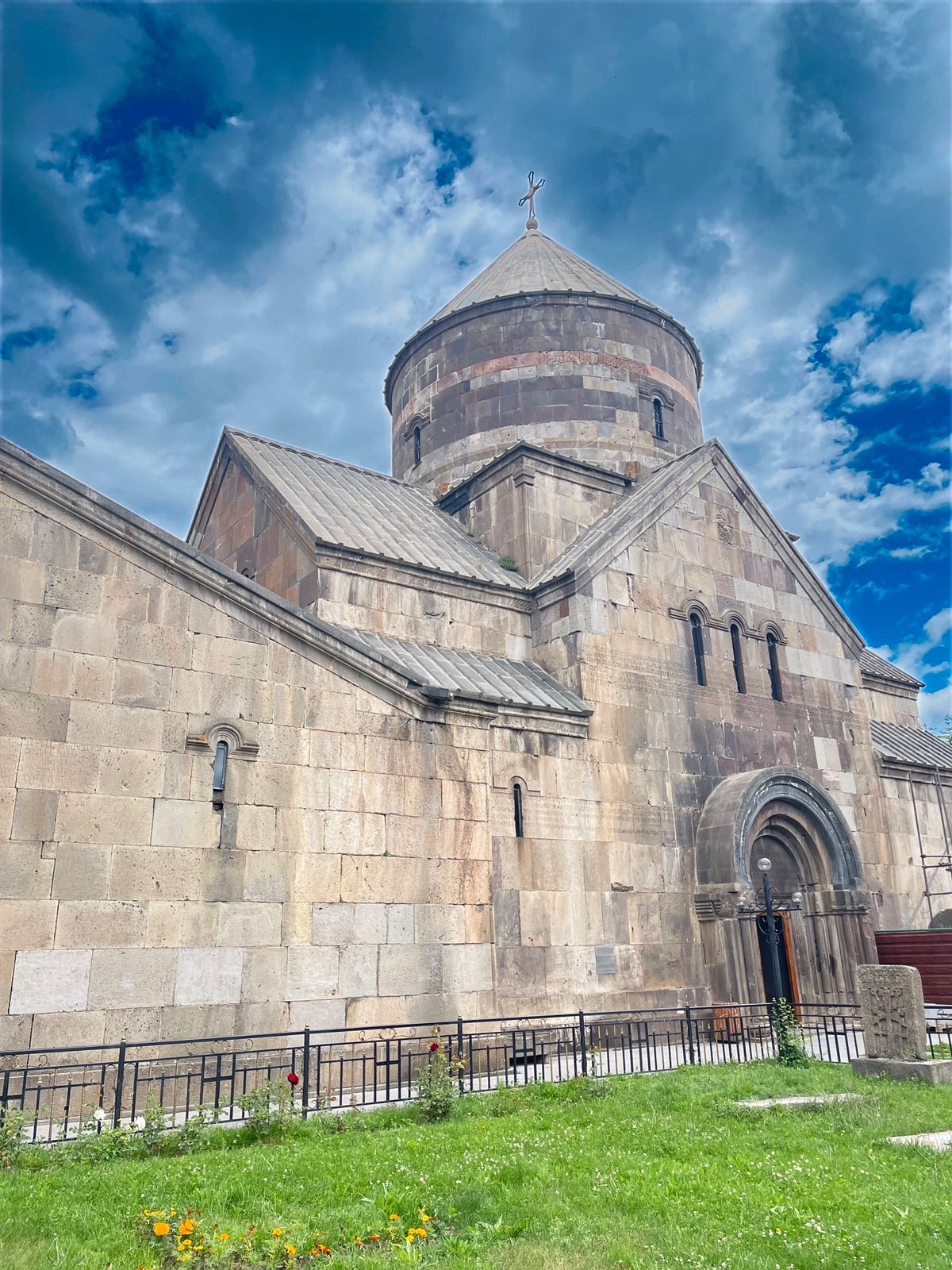
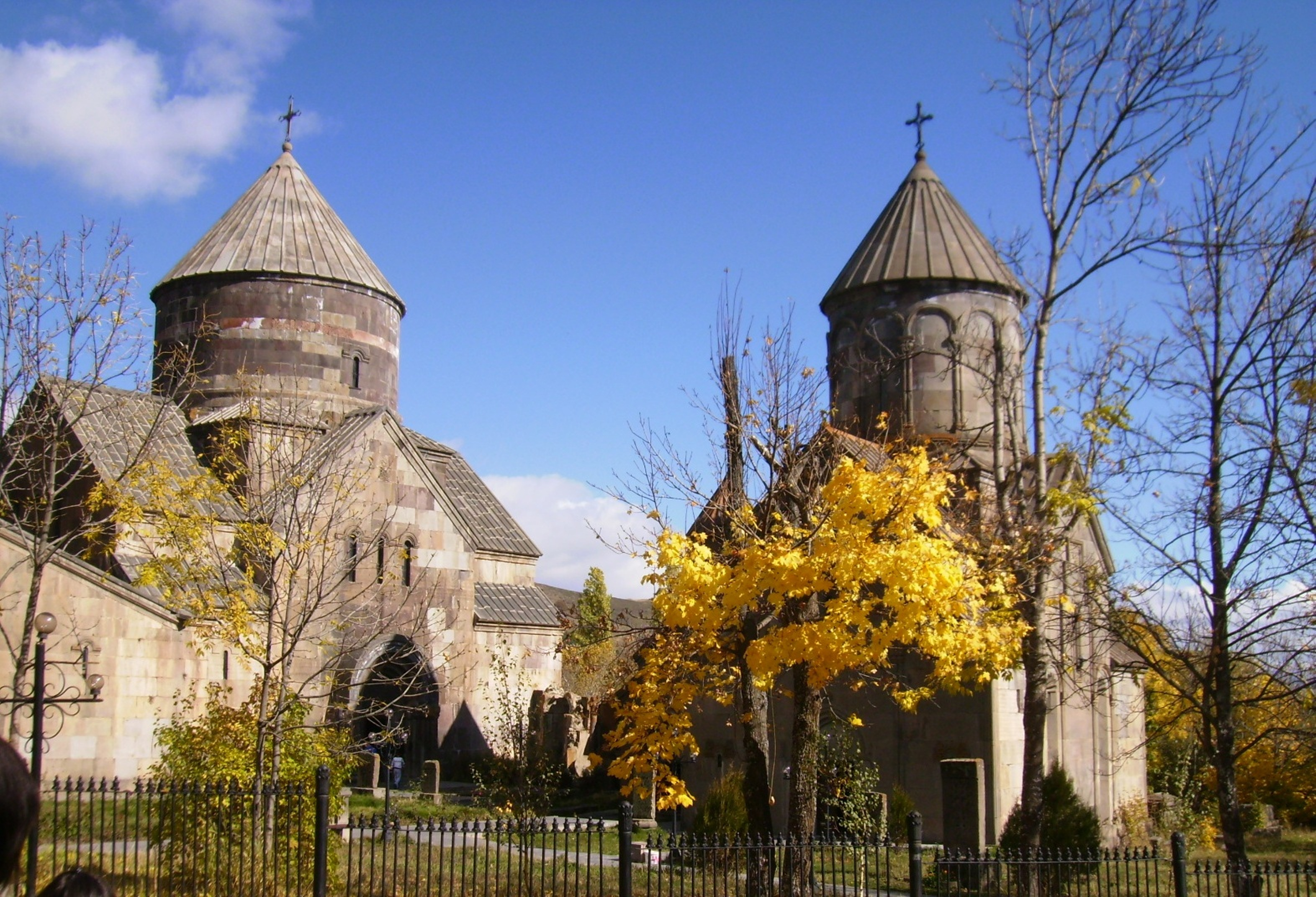
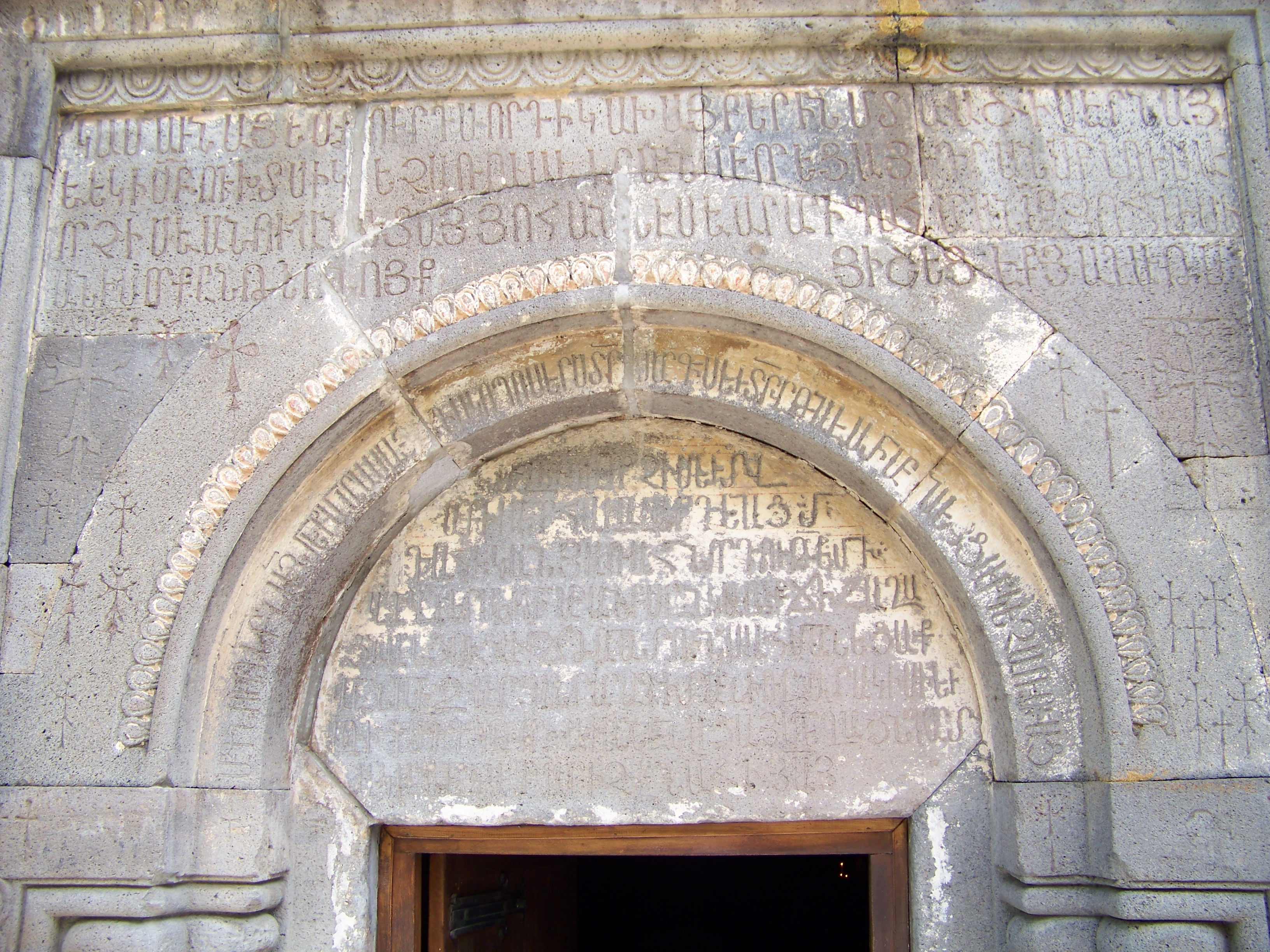
Надписи на древнеармянском на одном из входов
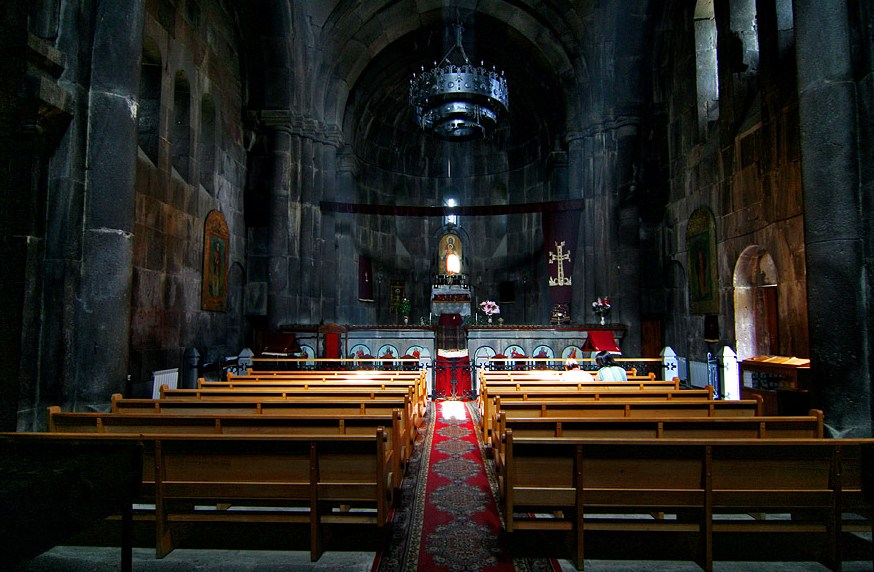
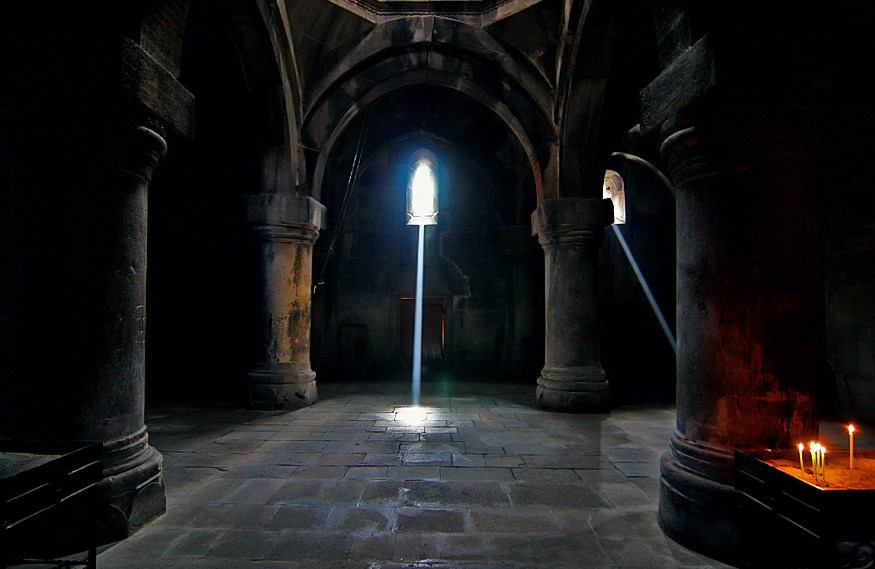
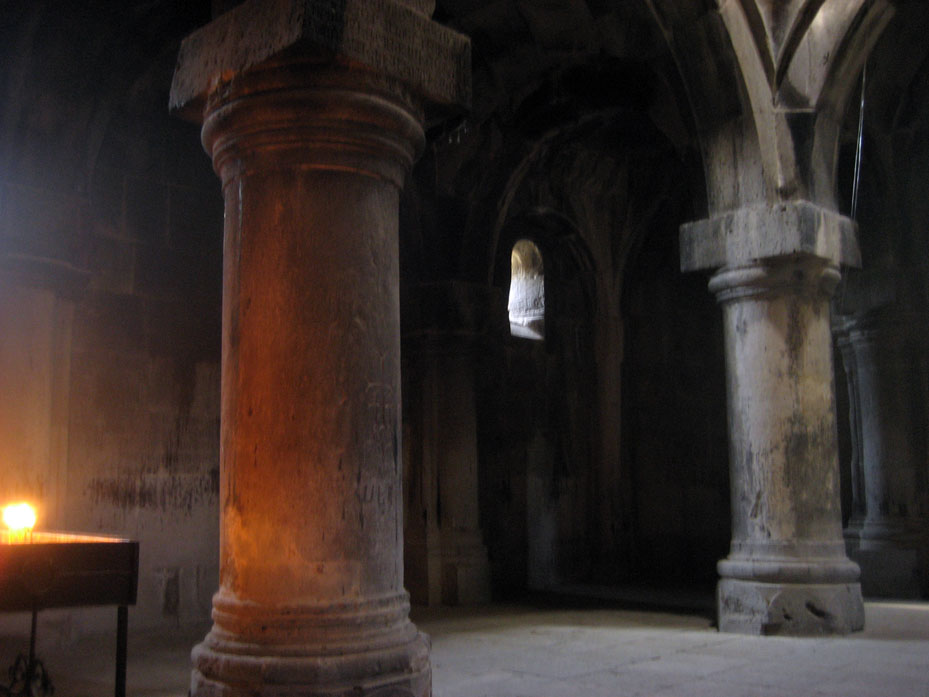
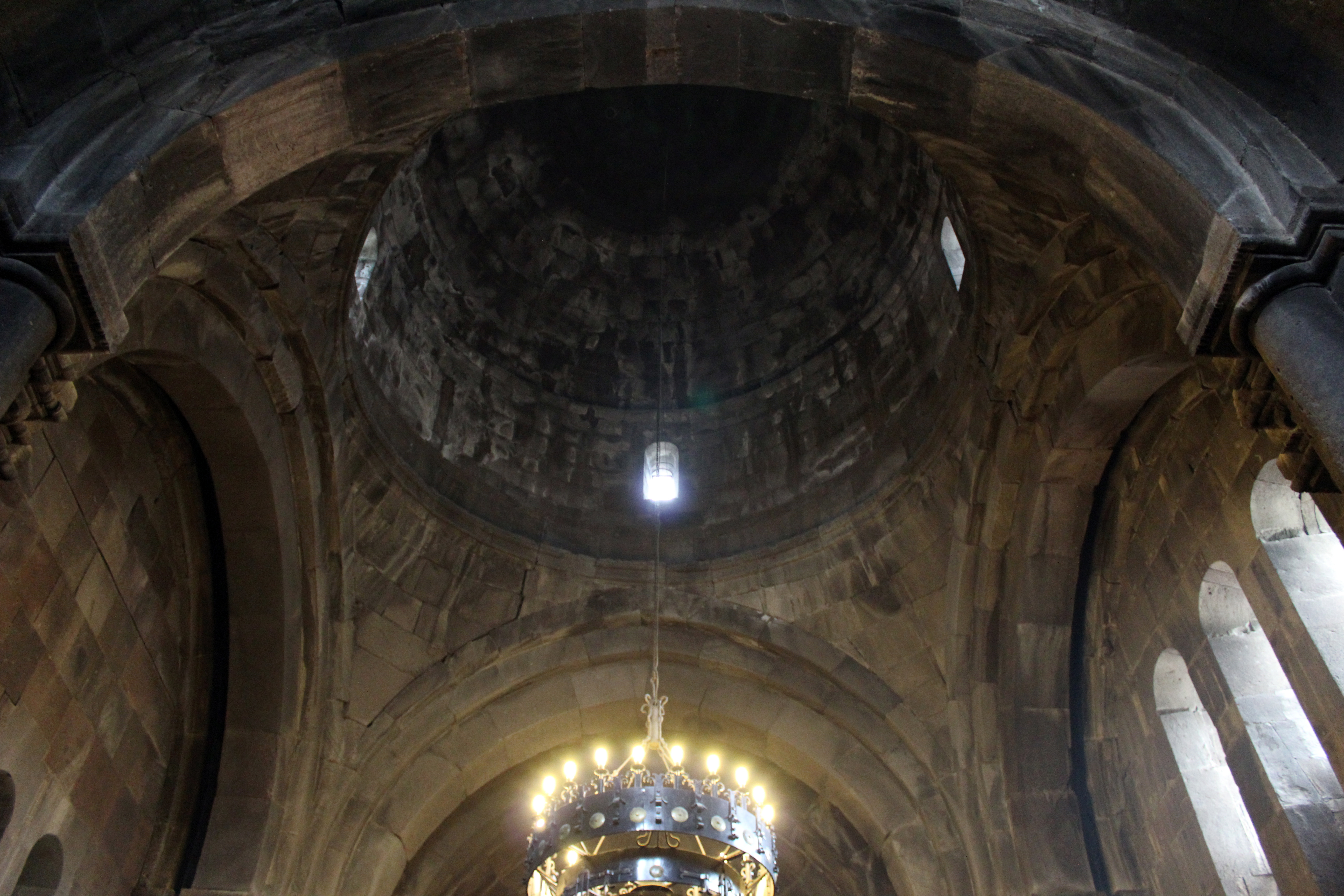